# Termitomyces schimperi
Espèce
Termitomyces schimperi, plus connu sous son nom héréro ejova, est une espèce de champignons associée aux termites Macrotermes michaelseni de Namibie.

## Caractéristiques
Les sporocarpes (chapeau du champignon) représentent un arc de la “taille du poing d’un homme” lors de leur émergence du sol. Ils grossissent ensuite rapidement jusqu’à 15-28 centimètres, et peuvent parfois atteindre un diamètre de 40 centimètres. Les bonnets sont blancs tandis que la peau, douce et épaisse, peut être teintée de manière jaunâtre ou rougeâtre-marron en raison de la terre de la termitière. Les couches se trouvant sous la couche la plus externe sont en revanche blanches. Le pseudorhiza (une structure en forme de cordon assimilée à la racine) s’effile vers le bas en direction de son origine dans le nid des termites et peut parfois atteindre 90 centimètres. La partie la plus basse et la plus étroite du pseudorhiza présente une consistance plus dense que la partie émergente du sol.
Les sporocarpes apparaissent en groupe de 5 à 10 éléments autour de la base de la termitière, au-dessus du sol, et augmentent ensuite jusqu’à environ 50. Jusqu’à 50 sporocarpes ont été observés autour d’une même termitière. Les omajowas apparaissent en général après des précipitations humidifiant le sol, de 12 millimètres ou plus, qui surviennent au printemps, mais les plants les plus importants se développent entre janvier et mars, cette période correspondant à la saison la plus pluvieuse.
Le champignon peut prendre forme sur la même termitière pendant plusieurs années à condition que la racine reste au sein de cette termitière quand le bonnet est cueilli pour être consommé. Lorsqu’il arrive à maturation, la peau de la racine est consommée par les termites.

## Le lien avec les termites
Les Omajowa ne sont pas présents sur toutes les termitières. Ils apparaissent seulement sur les grandes termitières que l’on trouve au nord et au centre de la Namibie, où les précipitations moyennes sont de 350 millimètres ou plus. Ces termitières atteignent généralement 4 ou 5 mètres de haut, leur sommet étant toujours orienté vers le nord. Le termite associé à l’Omajowa est appelé Termes bellicosus, aussi connu sous le nom de Macrotermes michaelseni. En Zambie, le Termitomyces schimperi peut être trouvé dans les termitières des termites Odontotermes patruus.

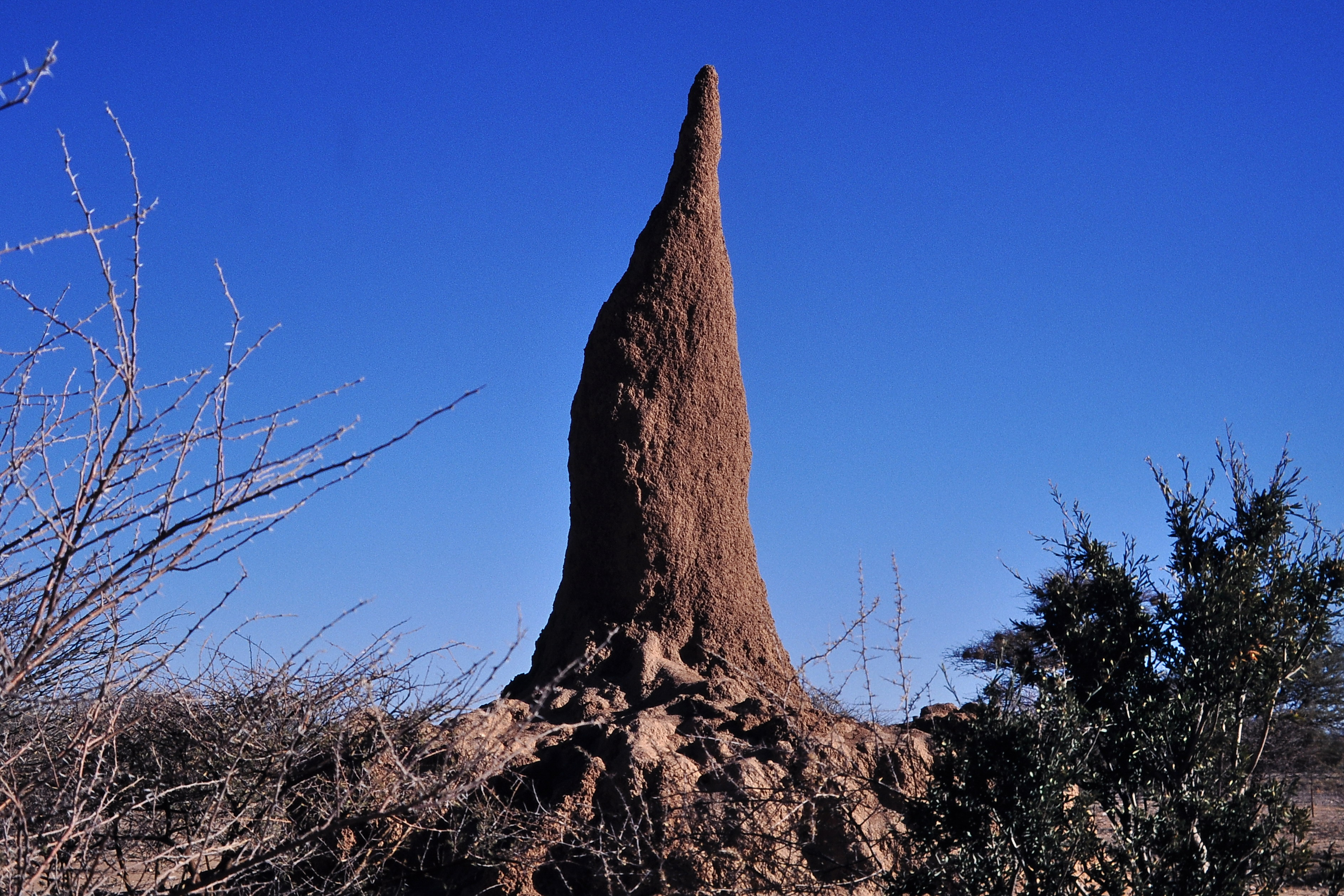
Termitière namibienne sur laquelle poussent les Omajowas.

## Distribution
En Namibie, les Omajowas apparaissent dans les régions d’Omaruru, Okahandja, Otjiwarongo, Grootfontein, Tsumkwe, à l’est de Windhoek et dans la partie sud-est du Parc National d’Etosha.
En réalité, le nom de schimperi a été donné par le botaniste français Narcisse Théophile Patouillard à des exemplaires provenant d'Éthiopie, récoltés par l'explorateur et naturaliste Georg Wilhelm Schimper. Il faudrait s'assurer que les populations de Namibie appartiennent bien à la même espèce.

## Commerce
Les Omajowas ne peuvent pas être cultivés dans un but commercial et ne peuvent être achetés au supermarché. Durant la saison adéquate cependant, il est coutumier de voir les habitants locaux vendre ce champignon sur le bord des routes, dans le but de générer un revenu additionnel. Un Ejova est aussi apparu sur les timbres de 5,50 dollars namibiens émis par le NamPost, le service postal namibien, en 1999.

## Aspect culturel
Le terme omajowa, utilisé par les communautés héréro et ovambo de Namibie est un  pluriel (avec des variantes comme omajova ou omayova). Les Namibiens de langue allemande appellent ce champignon Termitenpilz.
Ce champignon est vu comme un symbole de croissance et de prospérité par les Namibiens et présente une grande valeur dans la culture namibienne.
Une fois récolté, le champignon doit être consommé rapidement, une multitude de petits insectes s’en nourrissant. Les Omajowa réagissent assez bien à la congélation, c’est pourquoi ils sont souvent conservés de cette façon, dans l’optique d’une consommation future. Les omajowa peuvent être préparés de plusieurs façons afin d’être consommés : ils peuvent être grillés, frits, préparés dans une soupe, enroulés dans de la pâte ou utilisés comme ingrédient das la confection de pizzas. En raison de sa taille imposante, ce champignon est même parfois cuisiné comme un simple steak en Namibie. Plus rarement, les omajowa peuvent être utilisés dans la confection de glaces, le résultat étant réputé délicieux.